# Петрова, Ольга Андреевна
Ольга Андреевна Петрова (род. 16 октября 1956) — советский и российский композитор. Дочь композитора Андрея Петрова. Заслуженный деятель искусств Российской Федерации (2008).

## Биография
Окончила класс композиции Ленинградской консерватории (1979), ученица Бориса Тищенко.
Известна, прежде всего, как автор музыки для детей: опер «Винни-Пух» (1982), «Слон Хортон ждёт птенца» и др., балета «Гадкий утёнок» (1984). 
Пишет музыку к кино- и телефильмам (в том числе к сериалу «Петербургские тайны», фильму «Татарская княжна»), спектаклям и т. д. 
Вокальные произведения Петровой созданы на слова Анны Ахматовой, Осипа Мандельштама, Леонида Аронзона.